# Siddhartha (Film)
Siddhartha ist ein US-amerikanischer Film aus dem Jahr 1972, der auf der gleichnamigen Erzählung von Hermann Hesse basiert. Regie führte Conrad Rooks, der auch das Drehbuch schrieb und den Film produzierte. Oscar-Preisträger Sven Nykvist führte die Kamera. Die Hauptrolle spielte Shashi Kapoor.

## Handlung
Der Brahmanensohn Siddhartha wuchs mit seinem Freund Govinda auf. Mit dem erworbenen Wissen unzufrieden beschließen die beiden Männer, den Weg der Asketen zu gehen. Gemeinsam gehen sie in den Wald und werden Samanas. Siddhartha hat nach Jahren der Wanderschaft nicht die Erfüllung gefunden, die er gesucht hat. Als sie dem predigenden Gautama Buddha begegnen, schließt sich Govinda diesem an; Siddhartha geht seinen eigenen Weg, der ihn in die Stadt führt. Er will nach dem spirituellen das weltliche Leben erfahren.
Dort lernt er die Kurtisane Kamala kennen und lernt von ihr die Kunst der körperlichen Liebe. Sie verschafft ihm Arbeit beim reichen Kaufmann Kamaswami. Siddhartha lernt einige Jahre das weltliche Streben nach Geld und Macht kennen. Anfangs davon belustigt wird er bald selbst ein reicher Kaufmann. Ein Traum zeigt ihm, dass auch das nicht das Ziel seiner Suche gewesen war. Er verlässt Kamala und die Stadt.
Er kommt an einen Fluss, den er bereits auf seinem Weg in die Stadt überquert hatte. Siddhartha beginnt bei dem Fährmann Vasudeva zu leben und als Gehilfe zu arbeiten. Er lernt von ihm die Weisheit des rauschenden Flusses, der an seiner Quelle, an seiner Mündung und an jeder anderen Stelle gleichzeitig ist und sich wie alles im Leben immer verändert und doch auch immer wiederkommt. Eines Tages trifft er am Fluss Kamala mit ihrem gemeinsamen Sohn. Kamala war auf einer Pilgerreise dem sterbenden Gautama Buddha gefolgt und wurde am Flussufer von einer giftigen Schlange gebissen. Nach ihrem Tod kümmert sich Siddhartha um seinen Sohn. Dieser läuft jedoch später genervt von Siddhartha davon, um sein eigenes Leben in der Stadt zu leben. Siddhartha gibt es auf, ihn zurückzuholen.
Nachdem sich Vasudeva zu alt und schwach fühlt, die Fähre weiter zu betreiben, übernimmt Siddhartha den Posten. Eines Tages taucht sein Jugendfreund Govinda an der Fähranlegestelle auf. Er hat die Erleuchtung nicht bei Buddha gefunden. Siddhartha gibt ihm eine Lektion über die wahre Natur der Dinge: Wer ständig nur auf der Suche ist, ist nur von seinem vermeintlichen Ziel besessen und verpasst sein Leben in der Gegenwart. Sie treiben gemeinsam auf der Fähre davon.

## Auszeichnungen
Auf den 33. Internationalen Filmfestspielen von Venedig 1972 wurde Siddharta mit einem Silbernen Löwen ausgezeichnet.